# Franvillers
Franvillers är en kommun i departementet Somme i regionen Hauts-de-France i norra Frankrike. Kommunen ligger i kantonen Corbie som tillhör arrondissementet Amiens. År 2022 hade Franvillers 555 invånare.

## Befolkningsutveckling
Antalet invånare i kommunen Franvillers
| Referens: INSEE |